# Церковь христиан веры евангельской Украины
Це́рковь христиа́н ве́ры ева́нгельской Украи́ны (ЦХВЕУ, укр. Церква християн віри євангельської України; официально в 1990—2017 — Всеукраинский союз церквей христиан веры евангельской-пятидесятников, ВСЦ ХВЕП, с 2017 — Украинская церковь христиан веры евангельской, УЦХВЕ) — христианская пятидесятническая церковь на Украине. Является частью Всемирного братства Ассамблей Бога и членом Международной ассоциации христиан веры евангельской.
Церковь объединяет 1576 пятидесятнических общин. Прихожанами церкви являются 374 тыс. человек, из них 111 тыс. — крещённые члены церкви. По данным, публикуемым сайтом УЦХВЕ на 2017 год количество общин составляет 1633, в которых насчитывается более 113 тыс. членов церкви.
Церковь ХВЕ Украины относится к группе пятидесятников двух благословений. Офис организации расположен в Киеве. Старшим епископом церкви является Анатолий Козачок.

## История
Церковь христиан веры евангельской Украины была образована в мае 1990 года на съезде пятидесятнических служителей в г. Коростень. При этом, сама церковь возводит свою историю к деятельности первых пятидесятнических проповедников на территории Украины (П. Ильчука, Т. Нагорного, И. Антонюка, И. Воронаева), и считает себя правопреемницей ранее действовавших на Украине Всеукраинского союза христиан евангельской веры и Всепольского союза христиан веры евангельской.

### Всепольский союз ХВЕ
В июне 1920 года с заработков в Америке на Украину вернулись крестьяне П. Ильчук, Т. Нагорный и И. Антонюк. Находясь в США они перешли в пятидесятничество. По возвращении на родину они стали распространять новое учение в Тернопольской области, входившей в то время в состав Польши. В 1924 году в Кременце был проведён первый съезд христиан Святой Пятидесятницы, на котором был образован Пятидесятнический союз церквей (с 1929 года — Всепольский союз христиан веры евангельской). С началом Второй мировой войны и включением в состав СССР Западной Украины союз фактически был ликвидирован; большая часть пасторов были репрессированы.

### Всеукраинский союз ХЕВ
В августе 1921 года в советскую Одессу прибыл миссионер пятидесятнических Ассамблей Бога Иван Воронаев. Его деятельность в Одессе привела к образованию в 1926 году Всеукраинского союза христиан евангельской веры. К 1926 году в союз входило 250 общин и 15 тыс. верующих, в следующем году — 350 общин и 17 тыс. верующих; в 1929 году союз насчитывал 25 тыс. членов. В январе 1930 года правление союза было арестовано, а сам союз фактически прекратил свою деятельность.

### Августовское соглашение 1945 года
Под давлением советских властей в августе 1945 года пятидесятнические лидеры начинают переговоры об объединении со Всесоюзным советом евангельских христиан и баптистов. Переговоры закончились подписанием 24 августа т. н. «Августовского соглашения» объединившего баптистов, верующих бывшего Союза ХЕВ (от имени союза соглашение подписали А. И. Бидаш и Д. И. Пономарчук) и бывшего Всепольского союза ХВЕ (от имени последнего соглашение подписали И. К. Панько и С. И. Вашкевич).

### Автономная регистрация
В 1968 году советскими властями пятидесятникам было предоставлено право автономной регистрации общин; при этом регистрация отдельного союза по-прежнему была невозможной. К 1989 году на Украине из 652 пятидесятнических общин 300 были зарегистрированы в составе союза ЕХБ, 186 действовали в составе нелегального «нерегистрированного братства» и 166 (то есть лишь четверть) были зарегистрированы как автономные.

### Всеукраинский союз церквей

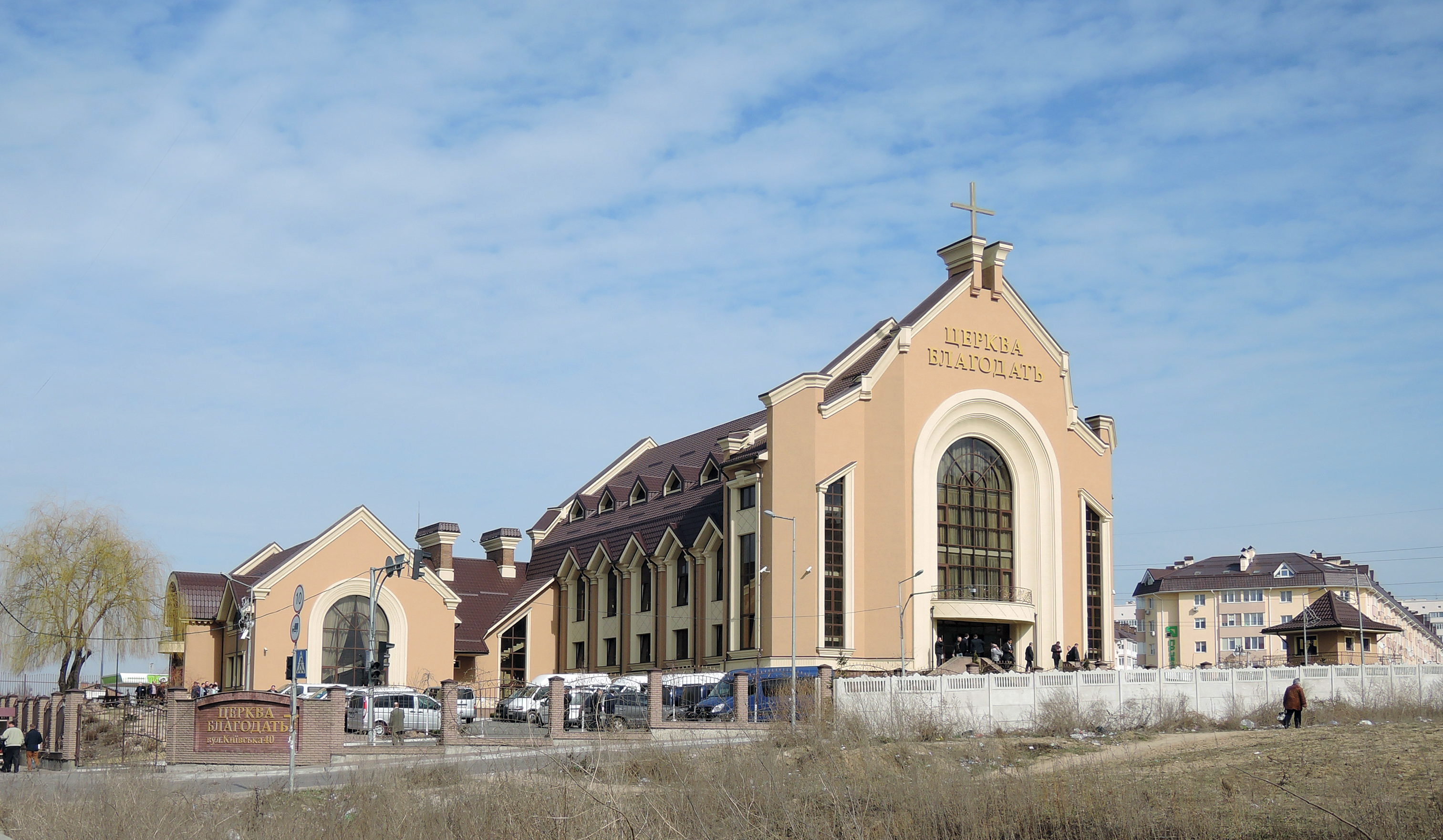
Храм церкви «Благодать» в селе Софиевская Борщаговка

В июле 1988 года на Украине был образован оргкомитет, призванный восстановить легальную деятельность Союза христиан веры евангельской. В мае 1990 года на съезде в Коростене было провозглашено создание Всеукраинского союза христиан веры евангельской-пятидесятников. Главой союза был избран Николай Мельник. До конца года в союз вошли ок. 430 пятидесятнических общин Украины.
В 1998 году на V съезде Союза главой объединения был избран Михаил Паночко. В 2004 году решением съезда в Черновцах Всеукраинский союз церквей христиан веры евангельской-пятидесятников был переименован в Церковь христиан веры евангельской Украины. Однако, данное название пока не имеет юридической регистрации.

#### Календарная реформа
6 июля 2022 года комитет Украинской церкви христиан веры евангельской, крупнейшего союза пятидесятников на Украине, согласовал рекомендацию церквям использовать единый григорианский календарь фиксированных христианских праздников вместе с большинством христиан мира:
Сегодня Украина отказывается от прошлого, которое связывает ее с русским миром, евразийством и альтернативной к Западу культурой. Календарное разделение в христианском мире было одним из элементов цивилизационного тождества с Россией и ее геополитическим противопоставлением Европе. Постепенно все больше украинских христиан выбирают единство с Западом, а нынешняя российско-украинская война только актуализировала это стремление.отмечает УЦХВЕ

## Вероучение и структура
Церковь христиан веры евангельской Украины — протестантская деноминация, относящаяся к пятидесятникам двух благословений. Вероучение церкви отображает общехристианские догматы: веру в Троицу, веру в божественную и человеческую природу Иисуса Христа, веру в богодухновенность Библии. Являясь частью всемирного пятидесятнического движения, церковь признаёт крещение Святым Духом с «говорением на иных языках» и верит в возможность божественного исцеления. Среди церковных таинств признаются водное крещение и причастие.
Оставаясь евангельским консервативным братством, церковь подчеркивает стремление к нравственной чистоте, приоритет семьи, святость брака, умеренность во всем, скромность во внешнем виде, обязательство христиан быть примерными гражданами своей страны.

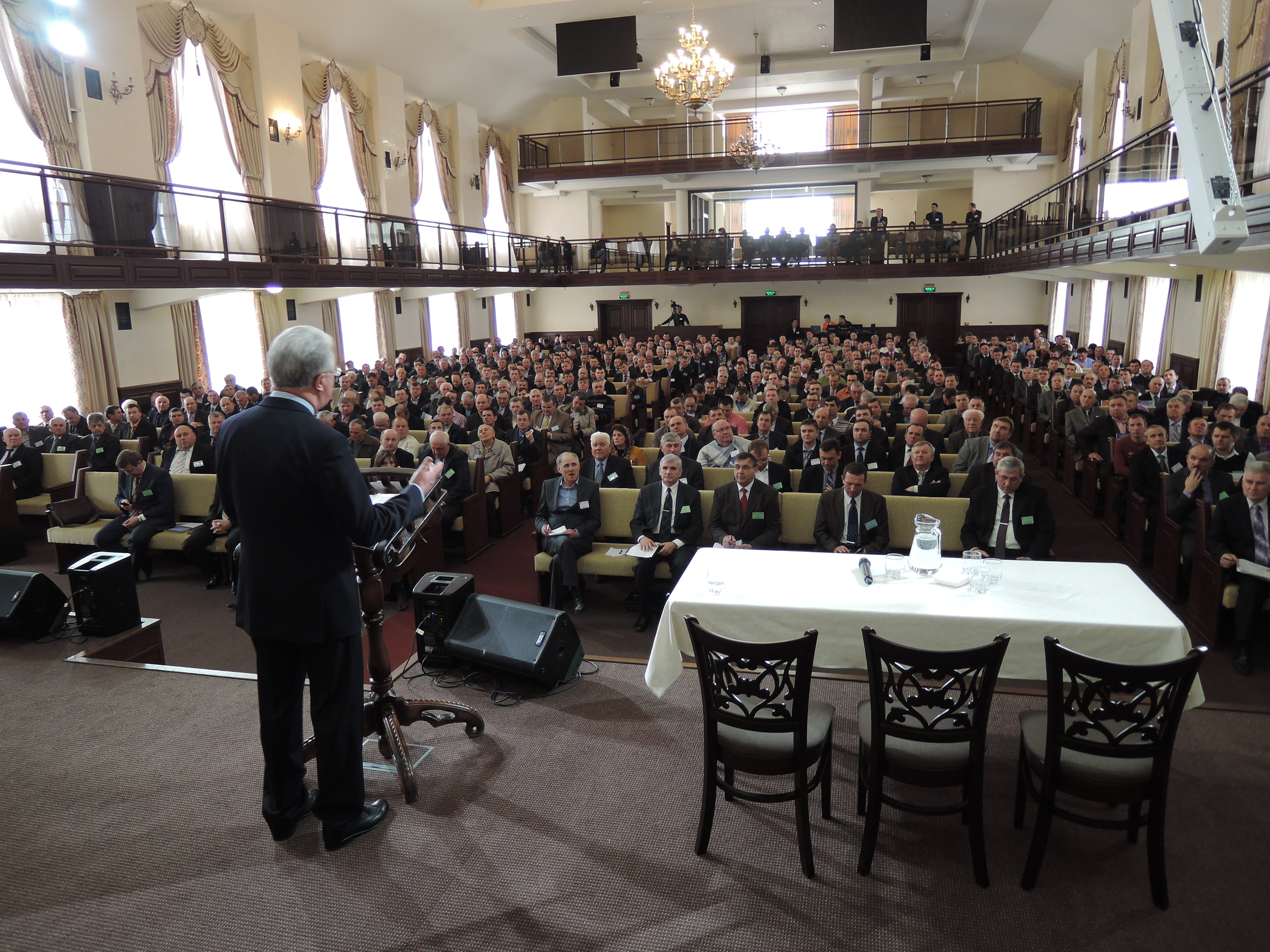
Отчёт старшего епископа на конференции церкви в Киеве в 2015 году

Высшим руководящим органом церкви является съезд. В период между съездами всей работой церковных структур руководит Правление союза и Комитет союза. Правление союза возглавляется старшим епископом, который избирается съездом на четырёхлетний срок. Помимо старшего епископа в правление входят его первый заместитель, региональные заместители, казначей и глава ревизионной комиссии. В состав Комитета союза входят представители его правления и главы областных объединений.
В 1990-98 гг. президентом (старшим епископом) Церкви христиан веры евангельской Украины был Николай Мельник. С 1998 года церковь возглавляет Михаил Паночко.
Официальными изданиями церкви являются журналы «Благовестник» и «Евангельский голос». Церковь также выпускает телепрограммы «Верую», «Вначале было Слово», «Теорема» и радиопрограмму «Верую». Кроме того, поместные церкви союза выпускают ряд собственных газет и др. продукции.

## Распространение и численность верующих

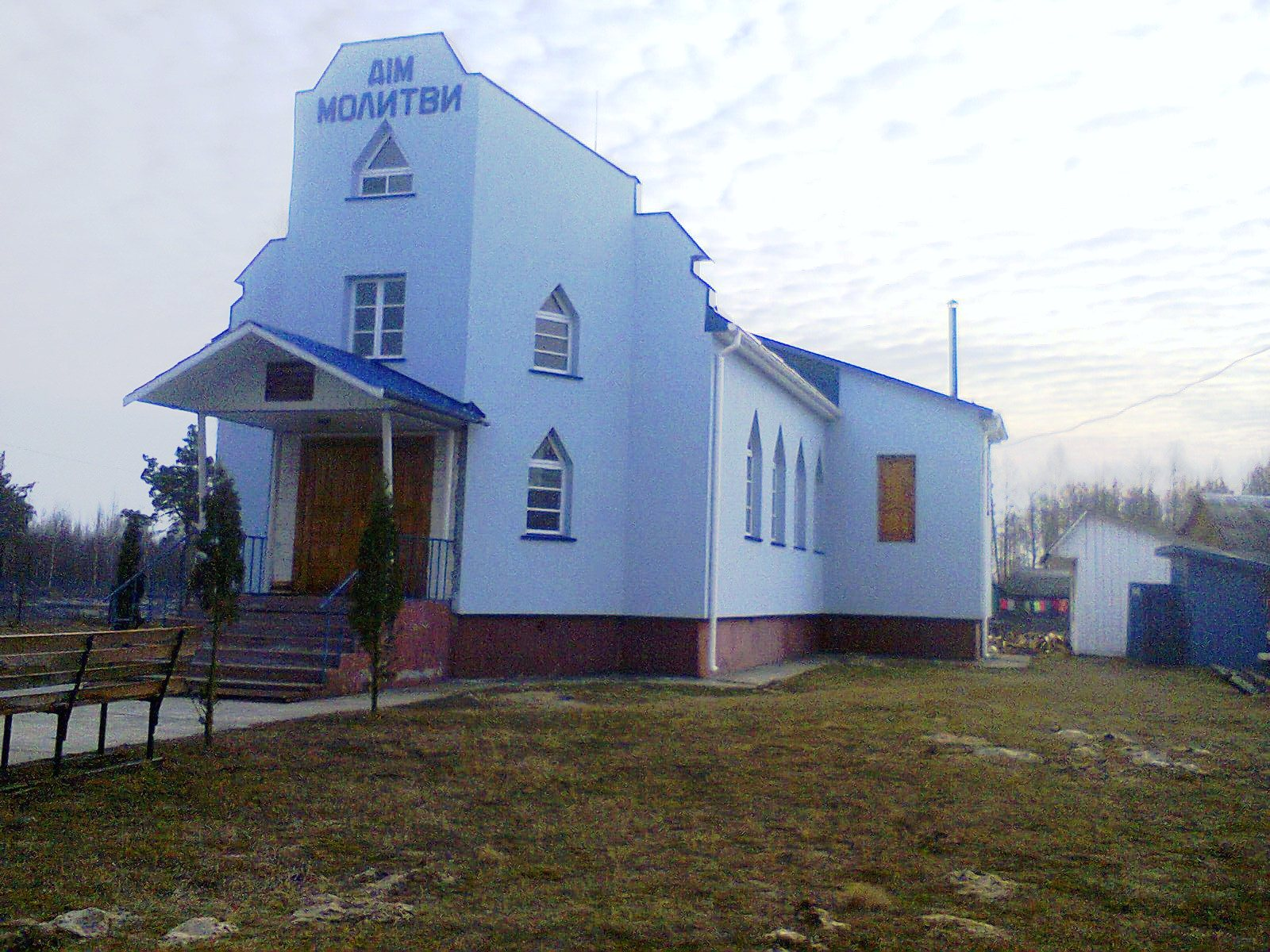
Пятидесятнический молитвенный дом в селе Заболотье Ровенской области

Церковь ХВЕ Украины действует во всех областях страны, при этом по числу общин лидируют Ровенская, Волынская, Черновецкая и Тернопольская области. После Аннексии Крыма Российской Федерацией статус церквей союза в автономной республике Крым и Севастополе остаётся не урегулированным; по состоянию на май 2014 года крымские общины оставались в составе Церкви ХВЕ Украины. Ещё 7 приходов ЦХВЕУ действуют среди украинской диаспоры в Испании.
По числу официально зарегистрированных религиозных объединений данный Союз пятидесятников находится на пятом месте в стране. При этом, численность церквей и членов увеличивается. Если в 1990 году союз объединял 430 общин с 55 тыс. членами, то к 1999 году он увеличился до 901 общины с 88 тыс. членами. В 2015 году Церковь ХВЕ Украины насчитывала 1576 общин и 111 тыс. членов. При этом, 1160 пятидесятнических общин имеют собственное церковное здание; ещё 118 молитвенный домов находятся в стадии строительства. При Церкви ХВЕ действуют 1635 детских воскресных школ.

## Образование
Подготовка кадров для служения в Церкви ХВЕ Украины осуществляется в библейских семинариях, институтах и школах. Самыми крупными из них являются:
- Евангельская теологическая семинария
- Киевская теологическая семинария «Благодать и истина»
- Киевский библейский институт
- Коростеньский библейский колледж
- Львовская богословская семинария

- Ивано-Франковский филиал Львовской богословской семинарии

- Полтавская богословская семинария
- Ровенская духовная семинария
- Тернопольская библейская семинария
- Черновицкая библейская семинария

## Межцерковный диалог
Являясь самоуправляемой организацией, Церковь христиан веры евангельской Украины входит во Всемирное братство Ассамблей Бога и Международную ассоциацию христиан веры евангельской. Церковь имеет налаженные связи с украинской диаспорой в Канаде, США, Австралии, а также с христианскими церквами в Финляндии, Швеции, Норвегии, Великобритании, Польше, Румынии, Чехии, Германии, Бразилии, Нидерландах и др.
На национальном уровне Церковь ХВЕ Украины входит во Всеукраинский совет церквей и религиозных организаций и в Совет евангельских протестантских церквей, а также принимает активное участие в деятельности Украинского библейского общества.
В 2002—2003 годах Церковь вела переговоры об объединении с ОЦХВЕ Украины, в результате которых появилась резолюция о взаимоотношениях. Согласно этому документу президент ЦХВЕУ представляет перед государственными органами и ОЦХВЕ Украины. Резолюция дала толчок к сотрудничеству между отдельными общинами двух братств, однако дальнейшие шаги на пути объединения были заморожены руководством ОЦХВЕ из-за опасения раскола в собственных рядах.

## Социальное служение
Помимо духовного служения, Церковь христиан веры евангельской Украины занимается широкой социальной деятельностью. При церкви служат 11 благотворительных фондов, 19 детских приютов и 12 домов для престарелых. По всей стране церковь содержит 85 реабилитационных центров для алкоголиков и наркоманов. Отдел социального служения церкви работает в 82 местах лишения свободы; богослужения церкви в тюрьмах регулярно посещают 2,5 тыс. человек.
Значительные усилия были предприняты церковью для оказания помощи пострадавшим в ходе вооружённого конфликта на востоке Украины. По состоянию на март 2015 года церковь собрала и доставила в зону АТО 12 млн гривень, более 3 тыс. тонн продуктов питания, 800 тонн одежды, обуви и медикаментов, 180 м³. стройматериалов и 300 м³. пиломатериалов. Поместные общины оказали временный приют 12 тыс. беженцам и приняли на постоянное место жительство ещё 2 тыс. человек с зоны конфликта.

## Дополнительные факты
- Двое диаконов и двое прихожан поместной общины ЦХВЕУ города Славянск, известные как новомученики Славянска, были расстреляны 9 июня 2014 года террористами из Народного ополчения Донбасса.